# Revue générale de l'architecture et des travaux publics
La Revue générale de l'architecture et des travaux publics (Revista General de Arquitectura y Obras Públicas) (1840-1888), también conocida como Revista de Arquitectura y Obras Públicas, es una revista francesa dedicada a la arquitectura, creada en 1840 por César Daly publicada en francés.

## Historia
César Daly fundó la Revista General de Arquitectura y Obras Públicas en 1840, y se publicó mensualmente hasta el año 1888.
Desde el inicio, incluyó un índice anual que reúne los resúmenes de los números publicados durante el año. Esta «tabla alfabética y contenidos» fue creada por Émile Lavezzari (1832-1887), quien también fue colaborador habitual de la revista.
La revista se publicó hasta el año 1888.
Todos los números publicados han sido digitalizados por la Biblioteca de la Ciudad de Arquitectura y Patrimonio y están disponibles en su portal documental.